# Modelado de procesos
El modelado de procesos es el estudio de los procesos de negocio con el fin de desarrollar un modelo abstracto sobre el mismo que permita comprender el proceso y comunicarlo con otros.

## Modelo
Un modelo de procesos es una expresión abstracta de los procesos principales de una organización. El Modelo de Procesos solamente muestra los procesos principales o macro procesos que a su vez pueden contener otros procesos. Existen tres tipos de mapas de procesos, el primero de ellos es el llamado Modelo de Procesos que ya hemos sugerido líneas arriba y que usualmente se corresponde fácilmente con modelos de negocio.  
El segundo tipo de modelo de procesos es aquel que muestra las relaciones que se establecen entre los procesos, dentro de una organización y define los servicios que un proceso entrega a otro para obtener un bien, un servicio o información, este mapa es útil para identificar que niveles de servicio debe dar cada área a la organización.
En tercer lugar están, los modelos o mapas de procesos de tercer nivel que muestran las secuencias lógicas de actividades que se llevan a cabo entre una o varias áreas de la organización para la entrega de un bien o un servicio, estas secuencias enlazan normatividad, recursos e información. Estos procesos o mapas de procesos de tercer nivel pueden documentarse y constituir la base para los manuales de organización de algunas empresas que han decidido mejorarse y cambiar de administraciones funcionales hacia una administración basada en procesos. Los procesos de tercer nivel tienen un solo responsable, por lo general estos procesos comienzan por una solicitud y terminan con la entrega de un bien o un servicio.
Cuando un proceso es modelado, con ayuda de una representación gráfica (diagrama de proceso), pueden apreciarse con facilidad las interrelaciones existentes entre distintas actividades, analizar cada actividad, definir los puntos de contacto con otros procesos, así como identificar los subprocesos comprendidos. Al mismo tiempo, los problemas existentes pueden ponerse de manifiesto claramente dando la oportunidad al inicio de acciones de mejora.
El modelado de procesos va relacionado con la planificación del modelo de negocio. Los sistemas de producción, actividades de procesos y el posicionamiento en la cadena de valor, son algunos de los sub-factores de los procesos.

## Diagramado
Diagramar es establecer una representación visual de los procesos y subprocesos, lo que permite obtener una información preliminar sobre la amplitud de los mismos, sus tiempos y los de sus actividades.
La representación gráfica facilita el análisis, uno de cuyos objetivos es la descomposición de los procesos de trabajo en actividades discretas. También hace posible la distinción entre aquellas que aportan valor añadido de las que no lo hacen, es decir que no proveen directamente nada al cliente del proceso o al resultado deseado. En este último sentido cabe hacer una precisión, ya que no todas las actividades que no proveen valor añadido han de ser innecesarias; éstas pueden ser actividades de apoyo y ser requeridas para hacer más eficaces las funciones de dirección y control, por razones de seguridad o por motivos normativos y de legislación.
Diagramar es una actividad íntimamente ligada al hecho de modelar un proceso, que es por sí mismo un componente esencial en la gestión de procesos de negocios.